# Parafia św. Jana Chrzciciela w Pomorzowicach
Parafia pw. św. Jana Chrzciciela w Pomorzowicach – parafia rzymskokatolicka znajdująca się w Pomorzowicach. Należy do dekanatu Głubczyce diecezji opolskiej.
Parafię po raz pierwszy wzmiankowano w 1430. Należała pierwotnie do diecezji ołomunieckiej. Jeszcze w połowie w XVI wieku językiem kazań był język polski, później niemiecki. Po wojnach śląskich znalazła się w granicach Prus i na terenie tzw. dystryktu kietrzańskiego. Od 1945 w Polsce. Do diecezji opolskiej włączona formalnie w 1972.